# 西東登
西東 登（さいとう のぼる、1917年5月18日 - 1980年11月1日）は、東京都出身の日本の小説家・推理作家。他の筆名に「早登至」。本名は斉藤五郎。『芸文』同人。

## 人物
東京下谷に生まれる。北京大学経済学部研究科修了。映画雑誌『キネマ旬報』記者などを経て、PR映画制作に関わる。1964年「蟻の木の下で」により第10回江戸川乱歩賞を受賞。以後、数多くの社会派推理小説を執筆する。動物や昆虫を生かした作品が特徴的である。
1980年、心筋梗塞により死去。

## 作品
- 『蟻の木の下で』 講談社、1964年
- 『轍の下』 講談社、1965年
- 『偽りの軌跡』 三一書房、1968年
- 『熱砂の渇き』 講談社、1971年
- 『深大寺殺人事件』 青樹社、1972年
- 『一匹の小さな虫』 毎日新聞社、1972年
- 『阿蘇惨劇道路』 サンケイ新聞出版局、1972年
- 『鶯はなぜ死んだか』 青樹社、1972年
- 『狂気殺人事件』 青樹社、1973年
- 『ホステス殺人事件』 青樹社、1973年
- 『幻の獣事件』 弘済出版社、1974年
- 『謎の野獣事件』 弘済出版社、1974年
- 『殺人名画』 青樹社、1975年
- 『魚が死を誘う』 産報、1975年
- 『けもの道』 日本文華社、1977年
- 『咬ませ犬』 カイガイ出版部、1977年
- 『謀略』 カイガイ出版部、1978年
- 『クロコダイルの涙』 集英社、1981年